# (246913) Slocum
(246913) Slocum est un astéroïde de la ceinture principale.

## Description
(246913) Slocum est un astéroïde de la ceinture principale. Il fut découvert le 23 septembre 1998 à l'Observatoire astrophysique du Dominion par Christopher Aikman. Il présente une orbite caractérisée par un demi-grand axe de 2,54 UA, une excentricité de 0,22 et une inclinaison de 12,1° par rapport à l'écliptique.

## Compléments